# Portugals finansdepartement
Finansdepartementet (MF) i Portugal (Ministério das Finanças) har som uppgift att fastställa och leda statens finanspolitik samt leda statens offentliga förvaltning. Ministeriet leds av finansministern, som sedan 30 mars 2022 är Fernando Medina. Tjänstemannaledningen består av fyrastatssekreterare.

| Departementet       | Ministern       | Parti            |
| ------------------- | --------------- | ---------------- |
| Finansdepartementet | Fernando Medina | Socialistpartiet |